# Marius Hiller
Marius Hiller (Pforzheim, 5 agosto 1892 – Buenos Aires, 17 ottobre 1964) è stato un calciatore tedesco naturalizzato argentino, di ruolo attaccante.

## Carriera
Capocannoniere della liga argentina di 1916 con 16 gol.